# Ramón José Velásquez
Ramón José Velásquez (28. november 1916 - 24. juni 2014) var en venezuelansk politiker og var venezuelas præsident fra 1993-1994.